# Анкасвилл
Анкасвилл (англ. Uncasville) — населённый пункт в округе Нью-Лондон, штат Коннектикут, США. Расположен в юго-восточной части города города Монтвилл в устье реки Оксобоксо. Известен прежде всего по находящемуся здесь крупному гостинично-развлекательному комплексу «Мохеган-сан».

## История
Известно, что в XVII веке на этой территории проживали представители индейского племени мохеганов, и само название населённого пункта происходит от имени одного из их вождей Ункаса. Изначально они были частью народа пекотов, объединённого одним алгонкинским языком, однако в какой-то момент племя получило независимость и в 1637 году участвовало в Пекотской войне на стороне англичан. Вождь Ункас значительно укрепил деревню, построив на возвышенности перед рекой Темс хорошо защищённый форт. Позже он гостеприимно пригласил английских колонистов на мохеганские земли.

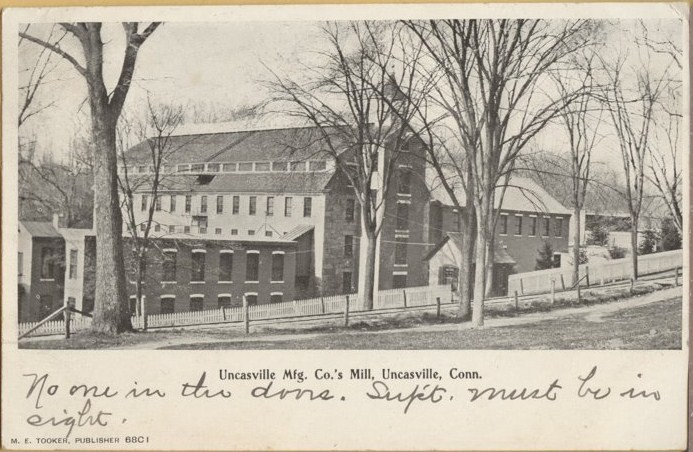
Текстильная фабрика, 1906 год

Во время индустриализации братьями Джоном и Артуром Скоуфилдами в деревне была построена большая текстильная фабрика, работавшая за счёт энергии, получаемой от реки Оксобоксо. В 1950-х годах здесь появилось крупное предприятие военной компании Olin Corporation, а позже — атомная электростанция и ещё несколько различных производственных комплексов.
С течением времени коренное население региона постепенно утратило свою независимость, став неотъемлемой частью англоязычных американских колонизаторов. Начиная с 1970-х годов мохеганы целенаправленно добивались признания в инстанциях штата Коннектикут и закрепления за их резервациями специального статуса. В 1994 году Министерство внутренних дел США наконец удовлетворило их требования, признав племя на федеральном уровне, а через несколько месяцев Конгрессом был принят специальный акт относительно их народа.

## Мохеган-сан
Закрепив за своей резервацией официальный статус, мохеганы получили возможность основать здесь казино со значительными налоговыми льготами. Таким образом, в октябре 1996 года была заложена компания «Мохеган-сан», превратившаяся впоследствии в огромный гостинично-развлекательный комплекс с отелями, концертными залами, ресторанами, магазинами и прочей инфраструктурой.
Здесь в частности расположен крупный спортивно-развлекательный комплекс «Мохеган-сан-арена», являющийся домашней площадкой женской баскетбольной команды «Коннектикут Сан», выступающей в Женской национальной баскетбольной ассоциации. На арене регулярно проходят концерты музыкальных групп, соревнования по боксу, смешанным единоборствам и реслингу.